# Bảo tàng Tỉnh dòng Anh Em Hèn Mọn Lúp Dài Warszawa, Zakroczym
Bảo tàng Capuchin tỉnh Warsaw ở Zakroczym (tiếng Ba Lan: Muzeum Warszawskiej Prowincji Kapucynów w Zakroczymiu) là một bảo tàng tọa lạc tại số 36 phố Cha Honorat Koźmiński, Zakroczym, Ba Lan. Bảo tàng do Dòng Anh Em Hèn Mọn Capuchin điều hành, nằm trong các cơ sở của Trung tâm Tâm linh "Honoratianum".

## Lịch sử
Bảo tàng được xây dựng vào năm 1993. Một năm sau, bảo tàng chính thức mở cửa cho công chúng.

## Triển lãm
Bảo tàng bố trí triển lãm bên trong hai căn phòng. Bộ sưu tập của bảo tàng bao gồm các kỷ vật liên quan đến lịch sử của Dòng ở Ba Lan và các di tích nghệ thuật. Các hiện vật tiêu biểu được trưng bày trong bảo tàng là kỷ vật của các thành viên của Dòng, bao gồm Chân phước Honorat Koźmiński, Cha Ryszard Grabski, Cha Benignus Sosnowski, Cha Michał Skorupiński, và một số người khác. Ngoài ra, bảo tàng còn tổ chức một cuộc triển lãm dân tộc học và truyền giáo, bao gồm các hiện vật có nguồn gốc từ châu Mỹ Latinh, châu Phi, Israel, và một số nơi khác.

## Giờ mở cửa
Du khách có thể đến tham quan bảo tàng khi có sự sắp xếp trước với những người chăm sóc các bộ sưu tập.